# Eugenia Kochanowska
Eugenia Kochanowska, później Eugenia Kochanowska-Wiśniewska (ur. 9 lutego 1914 w Turku, zm. 20 marca 1995 w Gdyni) – polska pisarka, dziennikarka, popularyzatorka kultury, prelegentka.

## Życiorys
Urodzona 9 lutego 1914 w Turku. Ukończyła filologię polską na Uniwersytecie Warszawskim. Od 1945 roku mieszkanka Sopotu. Animatorka życia kulturalnego Wybrzeża, prezes powstałego tuż po wojnie w Sopocie Klubu Literackiego. Pracowała m.in. w Polskim Radio w Gdańsku i Wydawnictwie Morskim. Debiutowała w 1952 roku opracowaniem "Morscy pracownicy naukowi". Autorka popularnych opowieści biograficznych i antologii poetyckich. Z zamiłowania popularyzatorka kultury. Pisała i wygłaszała liczne odczyty na tematy literackie i kulturalne na terenie całego Wybrzeża. Niektóre wydane zostały w formie książkowej. Uznawana za jednego z najpopularniejszych prelegentów (w latach 1946-1987 wygłosiła ponad 9 tysięcy odczytów).
Zmarła 30 marca 1995 w Gdyni, pochowana na cmentarzu rzymskokatolickim w Sopocie (kwatera G2-5-7).

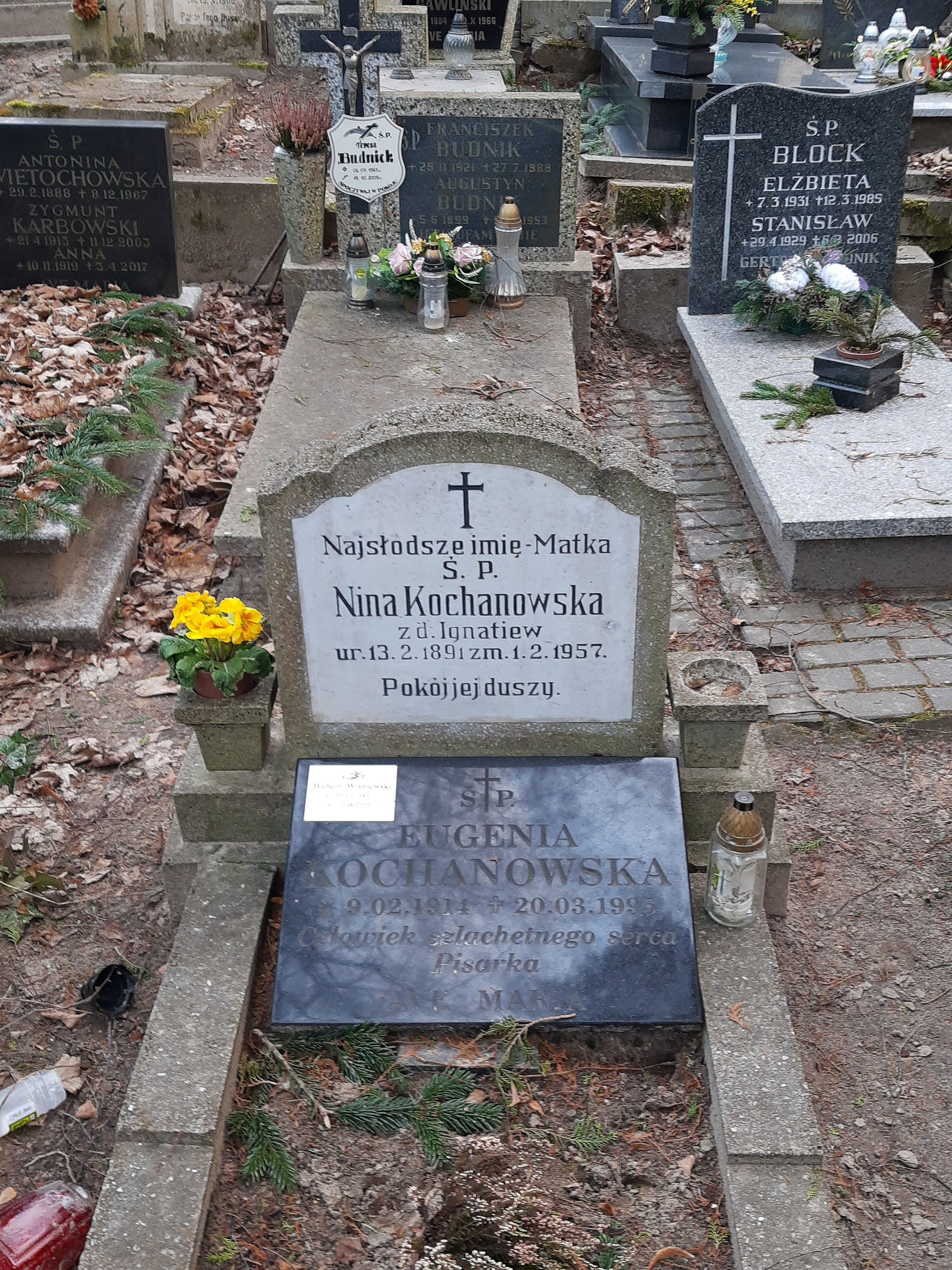
Grób Eugenii Kochanowskiej na cmentarzu katolickim w Sopocie

## Dodatkowe informacje
- Wieloletnia autorka stałego cyklu Notatnik Kulturalny Wybrzeża w Gdańskiej Rozgłośni Polskiego Radia (pierwsza audycja została nadana 13.04.1952)[4]

- Pośmiertnie otrzymała najwyższe izraelskie odznaczenie państwowe Sprawiedliwy wśród Narodów Świata[5][6].

- Stowarzyszenie Autorów Polskich przyznaje nagrodę Ogólnopolskie Laury im. Eugenii Kochanowskiej[7].

## Twórczość

### Twórczość indywidualna
- Dżentelmeni, furiaci, pantoflarze: mężowie sławnych żon, Sopot 1992
- Imię za człowiekiem idzie: zbiór 1, Warszawa 1989
- Odeszli w cień, Gdańsk 1981
- Żony sławnych mężów, Gdańsk 1989 (wydana także w 1990 roku w wersji brajlowskiej[8])

### Prace redakcyjne i antologie
- Dziecko – uśmiech świata: antologia, oprac E. Kochanowska, Gdańsk 1961
- Pegazem przez szkolny rok, wybór pod red. Adrianny Ponieckiej-Piekutowskiej; [poszczeg. działy oprac. Eugenia Kochanowska i in.], Warszawa 1982
- Morscy pracownicy nauki, 1952
- Najsłodsze imię matka: antologia, oprac. E. Kochanowska, Gdańsk 1960
- Strofy o poetach, oprac. E. Kochanowska, Gdańsk 1960
- To i owo o morzu, czyli 210 pytań na tematy morskie, Gdańsk 1962
- Ziemia zakwitnie miłością…: programy poetyckie na dzień 8 marca, wybór tekstów i kompozycja programów E. Kochanowska, Warszawa 1964